# Бёртон, Томас

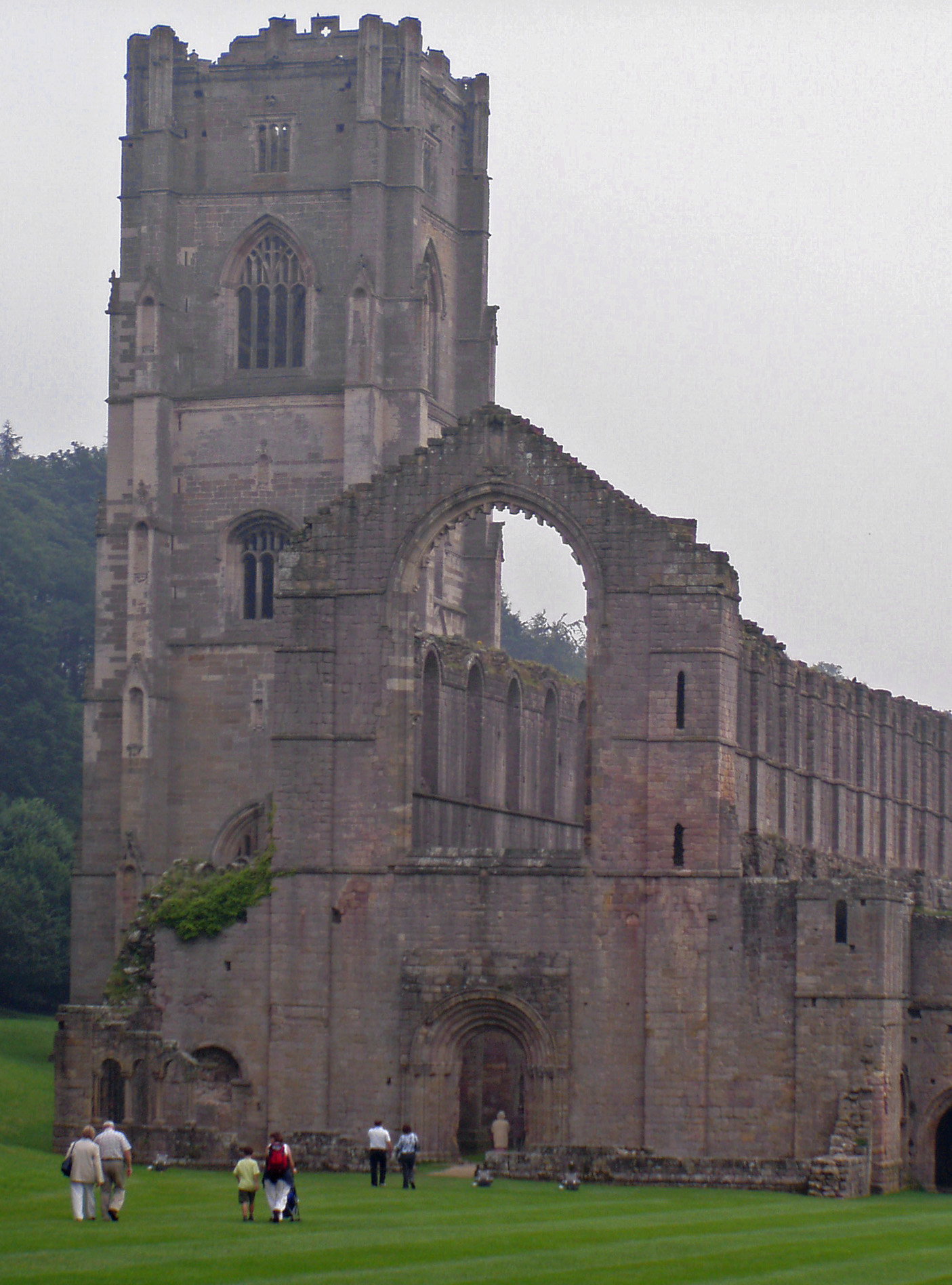
Руины Фаунтинского аббатства близ Рипона в Северном Йоркшире

Томас Бёртон, он же Томас из Мо (англ. Thomas Burton, фр. Thoma de Burton, или Thomas de Meaux, лат. Thomas de Melsa; ум. 1437) — английский церковный историк, хронист, аббат цистерцианского монастыря в Мо (1396—1399), один из летописцев Столетней войны. Его не следует путать с полным тёзкой и современником Томасом Бёртоном (1369—1438), политиком и членом парламента от графства Ратленд.

## Биография
Биографические сведения довольно скудны, не установлены ни дата, ни место рождения. Возможно, был уроженцем Бёртона-на-Тренте в Стаффордшире, или же принял постриг и обучался в тамошнем бенедиктинском аббатстве Св. Модвены, однако документальных подтверждений у этой гипотезы нет. Судя по сохранившимся сочинениям, получил неплохое образование, возможно, в одном из университетов. Согласно отзыву продолжателя его хроники, был «очень набожным и весьма начитанным» человеком.
В 1396 году, по протекции настоятеля Фаунтинского аббатства цистерцианцев (Северный Йоркшир) Роберта Берли и благодаря покровительству патрона обители лорда Холдернесса, стал 19-м аббатом монастыря цистерцианцев в 
Мо близ Беверли (Ист-Райдинг-оф-Йоркшир), сменив в этой должности одряхлевшего настоятеля Уильяма Скарборо, однако так и не сумел ужиться с недовольной братией, отправившей посланцев в аббатство Св. Марии Грации — лондонскую резиденцию ордена, чтобы оспорить там его избрание.
Прибывшие для расследования в Мо цистерцианские аббаты Роберт Рошский и Томас Гарендонский обнаружили, что обитель фактически удерживается с помощью Берли силой, вследствие чего протеже последнего пришлось обратиться за поддержкой в Рим к папе Бонифацию IX. Доставленная оттуда монахом Сигизмундом булла подтвердила полномочия Бёртона, а вернувшаяся вместе со своим покровителем Эдвардом Норвичским, герцогом Альбемарлем в монастырь в Мо комиссия аббатов добилась временного компромисса, но после того как в 1398 году новый настоятель побывал на заседании генерального капитула ордена в Вене, заняв там место отсутствующего раскольника-аббата Клерво, он вновь столкнулся в Мо с интригами недоброжелателей, которым не смог противодействовать даже всесильный Берли. В условиях прогрессирующей церковной схизмы, когда не только английский король Ричард II, но и материнское аббатство Сито во Франции открыто поддерживали «авиньонского» антипапу Бенедикта XIII, а римский престол дискредитирован был проповедями виклифистов, Бёртону не оставалось ничего иного, как оставить свою должность, уступив её Уильяму Вендоверскому. Перебравшись 24 августа 1399 года в Фаунтинскую обитель, он занялся там по инициативе Берли историческими трудами.
В 1429 году, за 8 лет до своей смерти, он полностью ослеп. Умер в 1437 году в Фаунтинской обители, где, вероятно, и был похоронен.

## Сочинения
Основным историческим сочинением Томаса Бёртона является «Хроника монастыря в Мо от основания до 1396 года» (лат. Chronica Monasterii de Melsa, a fundatione usque ad annum 1396), составленная на латыни и охватывающая период с возникновения обители в 1150 году, и до смерти в 1396 году её 18-го настоятеля.
Первая редакция её написана была между 1388 и 1397 годами в Мо, но затем неоднократно редактировалась после переезда автора в Фаунтинское аббатство.
Несмотря на то, что по своему характеру хроника Бёртона является преимущественно монастырской историей и разбита на 18 глав, каждая из которых посвящена одному из настоятелей, её можно считать одним из наиболее значительных исторических сочинений, созданных английскими цистерцианцами. Наряду с фактами церковной истории, автор включил в неё немало ценных свидетельств о событиях в королевстве и за его пределами, в том числе относящихся к Столетней войне, причём некоторые из них являются уникальными.
Основными источниками Бёртону послужили: «История британских королей» Гальфрида Монмутского, «Хроника королей Англии» Вильяма Мальмсберийского, сочинения Гиральда Камбрийского (XII в.), «Хроника пап и императоров» Мартина Поляка (1278), «Полихроникон» Ранульфа Хигдена (1347), хроника Джерволкского аббата Джона Бромптона, анонимная хроника «Брут» (XIV в.), «Бридлингтонская хроника» («Деяния Эдуарда III»), «Бёртонские анналы» (кон. XIII в.), а также материалы монастырских архивов, в частности, картулярий аббатства в Мо.
События Столетней войны подробно описываются до битвы при Креси и осады Кале (1346), далее сведения о ней становятся более лаконичными, вероятно, из-за недостатка источников. Сообщения о внешней политике и победах короля Эдуарда III выдержаны в восторженно-патриотическом духе, а в качестве причин войны называется угроза существованию королевства, якобы исходившая от самих французов.
31-я глава хроники носит заглавие «О начале, причине и поводе войны во Франции» и содержит рассуждения автора о причинах конфликта: право Эдуарда III на французский трон, возвращение владений в Аквитании, наказание за подстрекательство шотландцев и защита английского побережья от нападений с моря.
Язык Бёртона прост и бесхитростен, однако глубокие исторические рассуждения, меткие личностные характеристики и наличие красочных риторических фигур придают дополнительную ценность его сочинению, заставляя предполагать наличие у автора некоторого литературного таланта. Вот как, к примеру, описывает он последствия морского сражения при Слёйсе (1340):

«Еще три дня после битвы казалось, что крови в Звине было больше, чем воды. И столько было мертвых и утонувших французов и нормандцев, что в насмешку говорили: если бы Господь дал рыбам дар речи после того, как они полакомились таким количеством мертвецов, то они смогли бы бегло разговаривать по-французски».
Комментированное научное издание её в трёх томах было опубликовано в 1866—1868 годах Эдвардом Августом Бондом в академической серии Rolls, по автографической рукописи из собрания Фрэнсиса Эгертона Британской библиотеки (MS Egerton 1141), с разночтениями по более поздней рукописи из коллекции Томаса Филиппса в Челтнеме, хранящейся сегодня в библиотеке Джона Райландса в Манчестере (MS Philipps Lat. 219).

## Публикации
- Thomas de Burton. Chronica monasterii de Melsa, a fundatione usque ad annum 1396, auctore Thoma de Burton, abbate. Accedit con tinuation ad annum 1406 a monacho quodam ipsius domus. Ed. from the autographs of the authors by Edward. A. Bond, 3 vols. — London: Longman, 1866—1868.
- Thomas de Burton. Chronica Monasterii de Melsa, a Fundatione usque ad Annum 1396. Edited by E. A. Bond. — Volume 1. — Cambridge University Press, 2012. — ISBN 978-1139225472. (репр. изд.)